# South Park (säsong 2)
Säsong 2 av South Park, är en amerikansk animerad TV-serie skapad av Trey Parker och Matt Stone, började sändas den 1 april 1998 på Comedy Central. Säsongen består av 18 avsnitt.

## Rollista

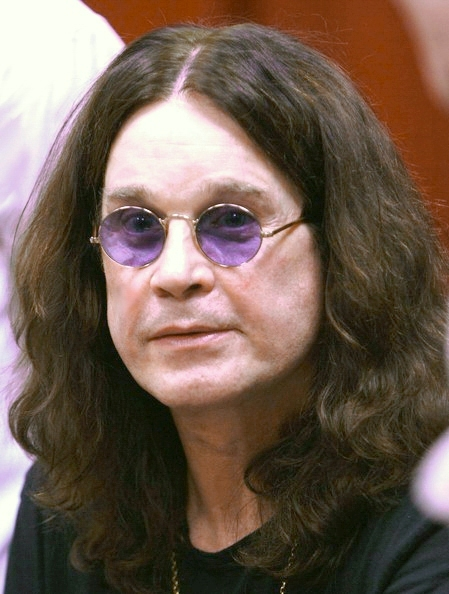
Ozzy Osbourne (2010), var en av flera musiker som gästspelade i avsnittet "Chef Aid"

### Huvudroller
- Trey Parker som Stan Marsh, Eric Cartman, Randy Marsh, Mr. Garrison, Clyde Donovan, Mr. Hankey, Mr. Mackey, Stephen Stotch, Jimmy Valmer, Timmy Burch och Phillip.
- Matt Stone som Kyle Broflovski, Kenny McCormick, Butters Stotch, Gerald Broflovski, Stuart McCormick, Craig Tucker, Jimbo Kern, Terrance, Tweek Tweak och Jesus.
- Mary Kay Bergman som Liane Cartman, Sheila Broflovski, Shelly Marsh, Sharon Marsh, Mrs. McCormick och Wendy Testaburger.
- Isaac Hayes som Chef

### Gästroller
- Henry Winkler som det Barn-ätande Monstret. ("City on the Edge of Forever")
- Jay Leno som Sig själv. ("City on the Edge of Forever")
- Brent Musburger som Scuzzlebutts ben. ("City on the Edge of Forever")
- Jonathan Katz som Dr. Katz ("Summer Sucks")
- Dian Bachar som Cow Days' announcer ("Cow Days")

Flera musiker och band gästspelade i avsnittet "Chef Aid". Dessa var följande:
- Joe Strummer
- Rancid
- Ozzy Osbourne
- Ween
- Primus
- Elton John
- Meat Loaf
- Rick James
- DMX
- Devo

## Avsnittsguide
Samtliga avsnitt är listade efter sändningsdatum.
| Nr i serien | Nr i säsongen | Titel                                            | Regissör    | Manus                                       | Originalvisning   | Prod. kod |
| --- | ------------- | ------------------------------------------------ | ----------- | ------------------------------------------- | ----------------- | --------- |
| 14 | 1             | "Not Without My Anus"                            | Trey Parker | Trisha Nixon & Trey Parker                  | 1 april 1998      | 201       |
| Terrance & Phillip hamnar i domstolen, anmälda av Scott the Dick efter att Terrance upprepande gånger slagit ihjäl någon i huvudet med en hammare. Samtidigt håller Saddam Hussein på att ta över Kanada. Detta avsnitt var ett första april-skämt, eftersom fansen väntat sig uppföljningen på vem som var Cartmans pappa. |               |                                                  |             |                                             |                   |           |
| 15 | 2             | "Cartman's Mom Is Still a Dirty Slut"            | Trey Parker | David Goodman & Trey Parker                 | 22 april 1998     | 202       |
| Medan de är fast på laboratoriet sedan Mephesto blivit skjuten, dyker tv-programmet America's Most Wanted upp för att rekonstruera händelsen. Mrs. Cartman försöker få göra abort på Cartman genom att ha sex med högt uppsatta ämbetsmän.                                                                                  |               |                                                  |             |                                             |                   |           |
| 16 | 3             | "Ike's Wee Wee"                                  | Trey Parker | Trey Parker                                 | 20 maj 1998       | 203       |
| Pojkarna försöker rädda Kyles bror, Ike, från att bli omskuren (i tron att hela hans penis ska skäras av). Samtidigt blir Herr Mackey sparkad för att ha tappat bort marijuana och börjar experimentera med droger. |               |                                                  |             |                                             |                   |           |
| 17 | 4             | "Chickenlover"                                   | Trey Parker | Trey Parker, Matt Stone & David Goodman     | 27 maj 1998       | 204       |
| En så kallad "chicken fucker" (eller "chickenlover" inför barnen) är lös. Officer Barbrady blir utbytt mot den frivillige Cartman för att han inte kan läsa, och blir skickad till skolan för att lära sig det. |               |                                                  |             |                                             |                   |           |
| 18 | 5             | "Conjoined Fetus Lady"                           | Trey Parker | Trey Parker, Matt Stone & David Goodman     | 3 juni 1998       | 205       |
| Fru Broflovski fixar en "appreciation week" för skolans missbildade sjuksyster. Chef tvingar barnen att tävla i dodgeball. |               |                                                  |             |                                             |                   |           |
| 19 | 6             | "The Mexican Staring Frog of Southern Sri Lanka" | Trey Parker | Trey Parker & Matt Stone                    | 10 juni 1998      | 206       |
| Pojkarna hämnas på Jimbo och Ned för att de berättade en falsk historia om Vietnamkriget. Samtidigt försöker en övernitisk producent att göra tv-programmet Jesus and Pals till något som mer ska likna Jerry Springer. |               |                                                  |             |                                             |                   |           |
| 20 | 7             | "City on the Edge of Forever" "Flashbacks"       | Trey Parker | Trey Parker & Nancy M. Pimental             | 17 juni 1998      | 207       |
| Barnen är fast i skolbussen medan Fru Crabtree söker hjälp. Då börjar de se tillbaka, men deras minnen kanske är lite felaktiga... |               |                                                  |             |                                             |                   |           |
| 21 | 8             | "Summer Sucks"                                   | Trey Parker | Nancy M. Pimental & Trey Parker             | 24 juni 1998      | 208       |
| Efter att en pojke sprängt bort sina händer i "North Park" blir fyrverkerier förbjudna i Colorado, där South Park ligger. Tyvärr är det snart nationaldagen i USA. Staden försöker fira med något annorlunda. |               |                                                  |             |                                             |                   |           |
| 22 | 9             | "Chef's Chocolate Salty Balls"                   | Trey Parker | Trey Parker, Matt Stone & Nancy M. Pimental | 19 augusti 1998   | 209       |
| En filmfestival från Los Angeles kommer till South Park och förstör staden. |               |                                                  |             |                                             |                   |           |
| 23 | 10            | "Chickenpox"                                     | Trey Parker | Trey Parker, Matt Stone & Trisha Nixon      | 26 augusti 1998   | 210       |
| Pojkarnas mammor tvingar barnen att hänga med Kenny så att de kan få vattkoppor. Kyles mamma försöker samtidigt styra upp relationen mellan sin make och Kennys pappa. |               |                                                  |             |                                             |                   |           |
| 24 | 11            | "Roger Ebert Should Lay Off the Fatty Foods"     | Trey Parker | Trey Parker & David Goodman                 | 2 september 1998  | 211       |
| Staden blir hjärntvättad av stadens planetarium. Cartman går på audition för den nya "Cheesy Poof"-reklamen. |               |                                                  |             |                                             |                   |           |
| 25 | 12            | "Clubhouses"                                     | Trey Parker | Trey Parker & Nancy M. Pimental             | 23 september 1998 | 212       |
| Pojkarna bygger ett klubbhus så att de kan få tjejerna att leka Sanning eller konsekvens. Samtidigt håller Stans föräldrar på att skilja sig. |               |                                                  |             |                                             |                   |           |
| 26 | 13            | "Cow Days"                                       | Trey Parker | Trey Parker & David Goodman                 | 30 september 1998 | 213       |
| Ett par vinner en semester till South Park i ett tv-program. |               |                                                  |             |                                             |                   |           |
| 27 | 14            | "Chef Aid"                                       | Trey Parker | Trey Parker & Matt Stone                    | 7 oktober 1998    | 214       |
| När Chef blir stämd för att han påstod att Alanis Morissette snott en av hans låtar, hyr pojkarna Chefs kända vänner inom musik för att tjäna pengar. |               |                                                  |             |                                             |                   |           |
| 28 | 15            | "Spookyfish"                                     | Trey Parker | Trey Parker                                 | 28 oktober 1998   | 215       |
| Varelser från ett parallellt universum kommer till South Park, som till exempel den snälle Cartman samt en samvetslös och mordisk guldfisk. |               |                                                  |             |                                             |                   |           |
| 29 | 16            | "Merry Christmas, Charlie Manson!"               | Eric Stough | Trey Parker & Nancy M. Pimental             | 9 december 1998   | 216       |
| Stan åker iväg för att träffa Cartmans släktingar i Nebraska. Samtidigt bryter sig Charles Manson och Cartmans farbror ut ur fängelset. |               |                                                  |             |                                             |                   |           |
| 30 | 17            | "Gnomes"                                         | Trey Parker | Pam Brady, Trey Parker & Matt Stone         | 16 december 1998  | 217       |
| Herr Garrison är nära att bli av med jobbet, så han ser till att pojkarna måste skriva en uppsats om en nyhet. |               |                                                  |             |                                             |                   |           |
| 31 | 18            | "Prehistoric Ice Man"                            | Eric Stough | Trey Parker and Nancy M. Pimental           | 20 januari 1999   | 218       |
| Stan och Kyle hittar en man som varit nedfryst sedan urminnes tider, det vill säga 1996. |               |                                                  |             |                                             |                   |           |